# 孙洙
孫洙（1711年—1778年），字臨西，一字苓西，別號蘅塘退士，清朝文人、政治人物。江蘇無錫縣（今無錫市）人。乾隆辛未進士，官直隸、山東知縣。著名的《唐詩三百首》一書是其選編。

## 生平
家貧，隆冬讀書，手中握有一塊木頭，謂“木生火”可禦寒。乾隆九年（1744年）中舉人，擔任過上元縣儒學教諭。乾隆十六年（1751年）辛未科進士，任順天府大城縣知縣，歷改直隸盧龍縣、山東鄒平縣知縣。後改江寧府儒學教授，退職歸里。乾隆四十三年（1778年）卒於無錫，葬城南陈湾里。

## 著作
乾隆二十八年（1763年）春天，孫洙不滿於當時流傳的《千家詩》選詩不精，與妻子徐蘭英商議編選唐詩。他依據沈德潛（1673年－1769年）的《唐詩別裁》及王士禎（1634年－1711年）的《古詩選》、《唐賢三昧集》、《唐人萬首絕句選》為主，雜以其他唐詩選本，“專就唐詩中膾炙人口之作，擇其尤要者”，模仿《詩經》的規模，編成《唐詩三百首》，共三百一十首。其題材廣泛，反映唐代的政治矛盾、邊塞軍事、宮閨婦怨、酬酢應制、宦海浮沉、隱逸生活等。但《唐詩三百首》也有一些遺珠之憾，如杜甫《自京赴奉先縣詠懷五百字》、《北征》，白居易《新樂府》以及皮日休等人的作品，均未選入。
孫洙還有《蘅塘漫稿》、《排悶錄》、《異聞錄》等著作。